# Крпељићи
Крпељићи је насељено место у Босни и Херцеговини у општини Травник. Административно припада Федерацији Босне и Херцеговине, односно њеном Средњобосанском кантону. Према попису становништва из 2013. у насељу је било 661 становника, а већинску популацију чинили су Бошњаци.

## Становништво
По последњем службеном попису становништва из 2013. године у овом насељу живело је 661 становника, а село је било етнички хетерогено са већинском бошњачком популацијом.
| Националност | 2013. | 1991.        | 1981.        | 1971.        |
| Бошњаци      | —     | 583 (80,75%) | 568 (76,55%) | 471 (85,02%) |
| Хрвати       | —     | 133 (18,42%) | 166 (22,37%) | 83 (14,98%)  |
| Југословени  | —     | 0            | 4 (0,54%)    | 0            |
| остали       | —     | 6 (0,83%)    | 4 (0,54%)    | 0            |
| Укупно       | 661   | 722          | 742          | 554          |